# Arichanna subaenescens
Arichanna subaenescens là một loài bướm đêm trong họ Geometridae.